# قرقف سيتشوان
قرقف سيتشوان (باللاتينية: Poecile weigoldicus) هو نوع من الطيور ينتمي لفصيلة القرقفيات. ويتواجد في وسط الصين.